# Bernardo Barbiellini Amidei
Bernardo Barbiellini Amidei (né à Rome, 24 janvier 1896 et mort à Kalibaki (Grèce), le 7 novembre 1940) est un homme politique italien.

## Biographie
Bernardo Barbiellini Amidei est né à Rome, fils du comte Gaspare et de Carlotta Gattorno. Avec son frère Raffaele et sa sœur, il passe son enfance à Plaisance où sa grand-mère maternelle Anna Rosa Gattorno, veuve, a fondé les Filles de Sainte Anne.
Il interrompt ses études universitaires à l'École polytechnique et s'engage dans la politique, d'abord comme nationaliste, puis dans les rangs du fascisme.
En mai 1915, à l'âge de dix-huit ans, il s'engage comme volontaire dans l'armée royale lors de la Première Guerre mondiale, terminant le conflit avec le grade de capitaine et décoré d'une médaille d'argent pour la valeur militaire.
Le 8 juin 1920, il est initié à la franc-maçonnerie dans la loge du Cinq Octobre à Tripoli.
Au début de 1921, il devient le leader de l'escadrille de Plaisance et, après la prise de pouvoir, podestà de Plaisance. Il fonde  Dopolavoro, la première institution au niveau national à s'occuper de la gestion du temps libre des travailleurs. Sous sa direction, le nombre d'adhérents dépasse le million  de personnes.
Son positionnement de « puriste révolutionnaire » et  l'inimitié de Giuseppe Bottai détermine sa mort politique, marquée par deux expulsions du Parti national fasciste (PNF). Le 19 juin 1929, il est suspendu de toute activité après une lettre d'Augusto Turati.
Il est membre de la Chambre des députés, pour le PNF, sans interruption de 1924 jusqu'à sa mort, pendant quatre mandats. Sous la Chambre des faisceaux et des corporations, il est secrétaire du bureau de la présidence du 5 mars au 7 novembre 1940, et auteur de quatre projets de loi.
En 1932, il épouse la comtesse Anna Maria Pullè, issue d'une famille vénitienne avec laquelle il a cinq enfants, Rosanna, Gaspare, Guido, Silvia et Carla.
En contact avec Mussolini, il prend sous sa protection la fille du Duce, Edda, pendant les périodes les plus turbulentes après la Première Guerre mondiale.
Professeur à la faculté de sciences politiques de l'université de Rome, après l'entrée en guerre du royaume d'Italie le 10 juin 1940, il s'engage comme volontaire pour la campagne de Grèce, partant sur le front albanais au sein du 48e régiment d'infanterie de la 23e division d'infanterie Ferrara, avec le grade de lieutenant-colonel. Le 7 novembre 1940, sur les montagnes grecques, il est gravement blessé à une jambe et meurt d'hémorragie. Pour le courage dont il a fait preuve dans cette situation, il reçoit la médaille d'or de la valeur militaire à titre posthume.
La ville de Rome l'a honoré en donnant son nom à une rue du quartier de Balduina, au nord de la ville.